# Trio (seksualiteit)
Een trio is een vorm van groepsseks waaraan drie personen deelnemen. Een persoon die zich bij een koppel voegt om een trio te vormen wordt aangeduid als eenhoorn. Koppels die op zoek zijn een derde persoon worden eenhoornjagers genoemd.
Er zijn verschillende combinaties van geslachten mogelijk. Wanneer personen van hetzelfde geslacht geen seksuele handelingen met elkaar verrichten maar uitsluitend met het andere geslacht wordt gesproken van de MVM- of VMV-variant, wanneer de personen van hetzelfde geslacht wel seksuele handelingen met elkaar verrichten van de VVM- of MMV-variant.
Bij een trio zijn er een aantal seksuele posities mogelijk die niet mogelijk zijn met twee personen, zoals een sandwich, de Eiffeltoren en dubbele penetratie.

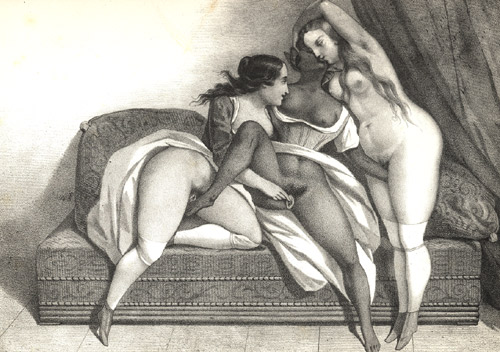
Trio met drie vrouwen
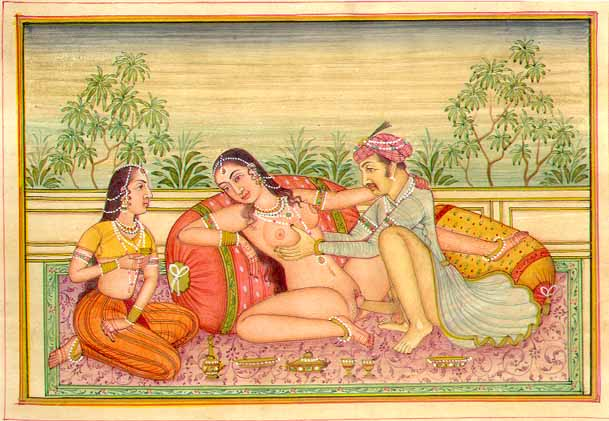
Trio met twee vrouwen en één man
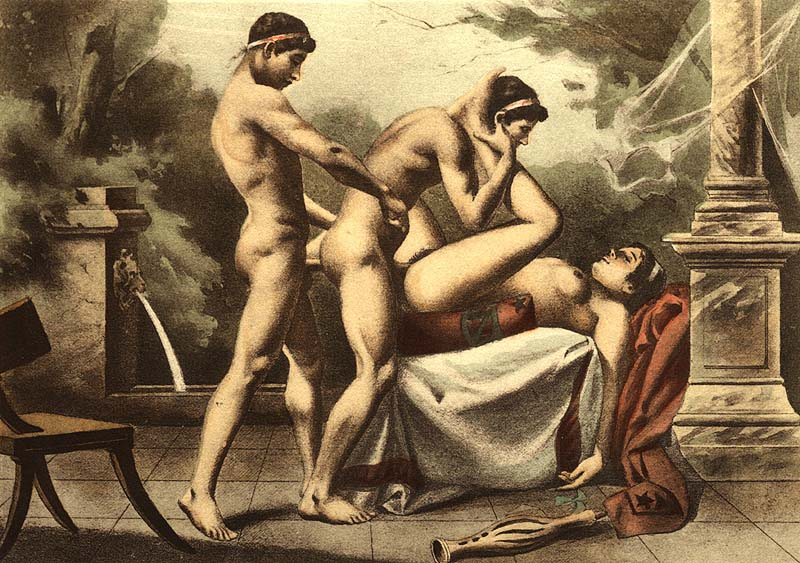
Trio met één vrouw en twee mannen
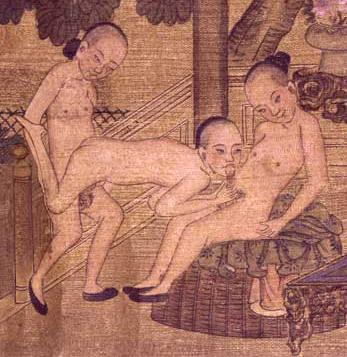
Trio met drie mannen